# Rhodes State Office Tower
La James A. Rhodes State Office Tower es un rascacielos de 41 pisos y 191 m en Capitol Square en el centro de Columbus, la capital del estado de Ohio (Estados Unidos). Se completó y ocupó en 1974. Es el edificio más alto de Columbus y el quinto más alto de Ohio.
Actualmente, aproximadamente 4.000 empleados estatales trabajan en el edificio. La construcción costó 66 millones de dólares. Lleva el nombre del gobernador más antiguo de Ohio, James A. Rhodes. La extraña forma del edificio se atribuye a una decisión de último momento de coronar su alto. Originalmente, se suponía que el edificio era casi 46 metros más alto.
Rhodes Tower contiene 110.000 m² de espacio para oficinas. Albergó las oficinas y la sala de audiencias de la Corte Suprema de Ohio, que se mudaron al Anexo Judicial de la Statehouse. En2094 la corte dejó el edificio para su propia instalación, el Centro Judicial de Ohio. La Torre de Oficinas del Estado de Rhodes está ubicada justo detrás de la LeVeque Tower cuando se mira el centro de Columbus desde el oeste. El edificio de la Junta de Comercio de Columbus fue demolido para dar paso al rascacielos.